# Dolichopoda palpata
Dolichopoda palpata is een rechtvleugelig insect uit de familie grottensprinkhanen (Rhaphidophoridae). De wetenschappelijke naam van deze soort is voor het eerst geldig gepubliceerd in 1776 door Sulzer.
1. ↑  (en) Dolichopoda palpata op de IUCN Red List of Threatened Species.